# Fotografia de viatge

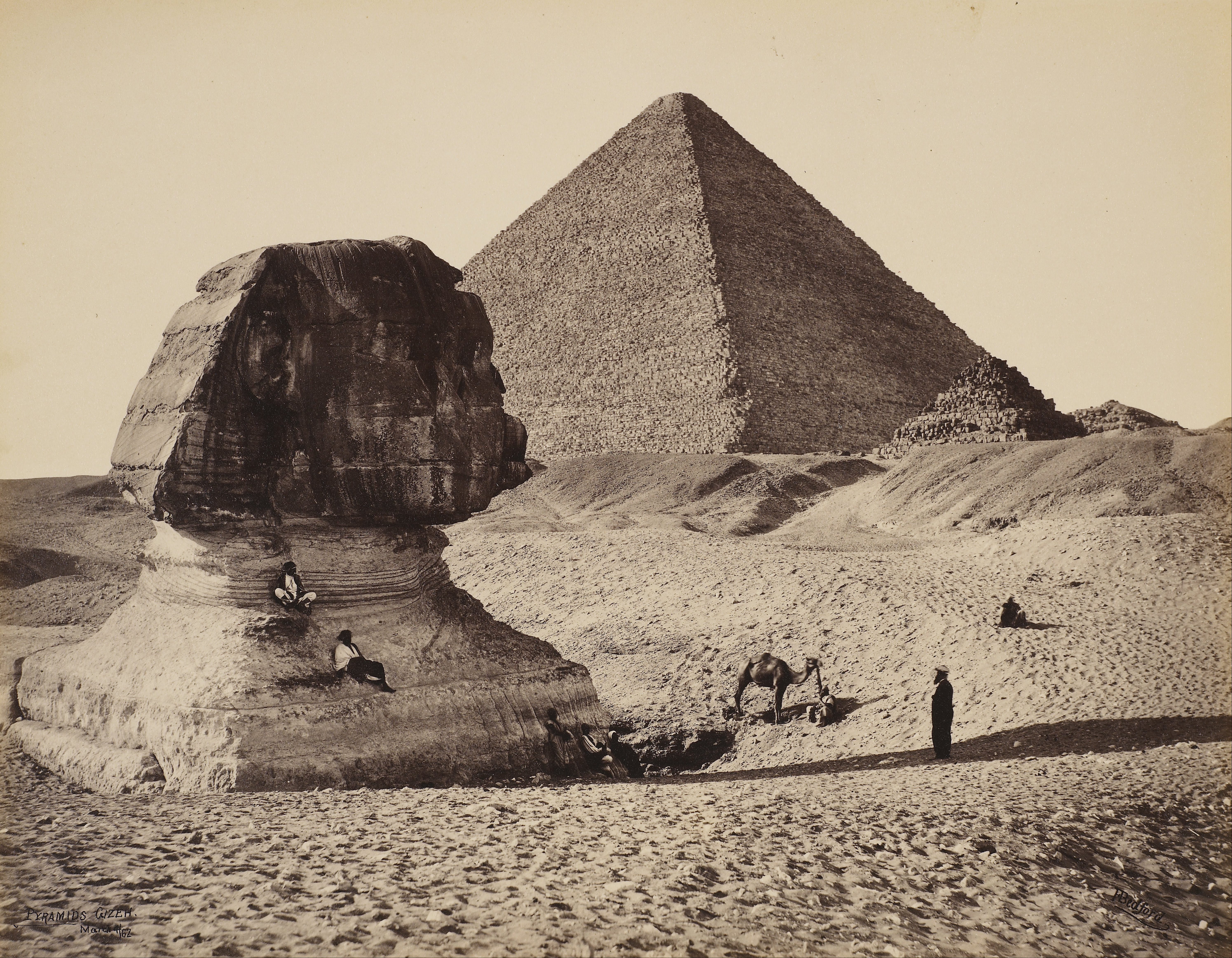
The Sphinx, the Great Pyramid and two lesser Pyramids, Ghizeh, Egypt, fotografia de Francis Bedford (1862); albúmina.

Noies russes davant d'una casa de fusta tradicional, fotografia de Serguei Mikhàilovitx Prokudin-Gorski (1909); color.

La fotografia de viatge és un gènere fotogràfic que comprèn la documentació del paisatge d'una àrea, gent, cultures, vestimenta i història. La Photographic Society of America defineix una foto de viatge com una imatge que expressa la sensació d'un temps i un lloc, retrata una terra, la seva gent, o una cultura en el seu estat natural, i no té limitacions geogràfiques.
Va néixer la dècada del 1850. Entre els primers practicants hi trobem Serguei Mikhàilovitx Prokudin-Gorski, Louis Rousselet, George Wilson Bridges, Maxime Du Camp, George Washington Wilson, Solomon Nunes Carvalho, Francis Frith i James Ricalton. En l'actualitat també destaquen l'austríac Willy Puchner i els catalans Tino Soriano, Oriol Alamany i Sergi Reboredo, entre d'altres.
Pot ser feta per professionals (els treballs dels quals es poden trobar en guies com Lonely Planet o revistes com National Geographic, Condé Nast Traveler, Rutas del Mundo, Altaïr, Geo, Viajar i Descobrir Catalunya, entre altres) o aficionats, que sovint pengen a Internet les seves imatges a través de llocs web de compartició de fotos com Flickr o específics de fotografia de viatge, com TrekEarth.
La fotografia de viatge comprèn diversos gèneres alhora: retrats de persones, paisatges (tant urbans com en un entorn natural), arquitectura (monuments, edificis, etc.), espectacle (concerts, festivals, o d'altres activitats culturals), gastronomia (plats cuinats, menjar en un mercat, etc.), detalls (com una bicicleta recolzada en una paret), animals (al carrer o a la natura),... totes aquelles imatges que ajudin a reflectir l'ambient del lloc que retraten, tant en un conjunt de fotografies que té cohesió i explica una història (reportatge fotogràfic) com en fotografies individuals. Se'n descarten, doncs, les fotografies que desvirtuen o tergiversen la situació real, canviant-ne el contingut o el significat, com ara la fotografia d'estudi o els bodegons.